# Hyalospheniidae
Hyalospheniidae é uma família de amebas testáceas da ordem Arcellinida [en] e a única família da infraordem Hyalospheniformes. Essas amebas lobosas são caracterizadas pela capacidade de gerar uma concha composta por matéria orgânica ou partículas silicosas, que podem ser recicladas de amebas da ordem Euglyphida [en]. Elas habitam solo ou ambientes de água doce, sendo abundantes em musgos Sphagnum.
As amebas Hyalospheniidae surgiram após o Devoniano Médio, há cerca de 370 milhões de anos. São consideradas importantes bioindicadores, frequentemente usadas para monitoramento ambiental. Seus fósseis são estudados para investigar a paleoecologia de habitats de zonas úmidas pré-históricos. A classificação das amebas Hyalospheniidae mudou várias vezes desde o século XIX com base em critérios morfológicos. Inicialmente classificadas como duas famílias distintas, Hyalospheniidae e Nebelidae, elas foram posteriormente consideradas sinônimas por meio de análises filogenéticas.

## Morfologia
Os membros de Hyalospheniidae são amebas testáceas — seres unicelulares ameboides protistas que geram conchas aglutinadas com minerais. São caracterizadas por conchas ovoides, piriformes, em forma de vaso ou frasco, comprimidas lateralmente. A construção e composição da concha variam significativamente dentro da família. Pode ser inteiramente secretada pelas próprias células e composta por uma matriz orgânica (por exemplo, Hyalosphenia), ou incluir escamas silicosas não orgânicas adicionais. Essas escamas minerais podem ser auto-secretadas (por exemplo, Quadrulella) ou recicladas de placas de conchas de pequenas amebas da ordem Euglyphida ou outros materiais similares, como frústulas de diatomáceas (por exemplo, Apodera [en], Padaungiella [en], Nebela [en]). A característica de reciclar placas de conchas de amebas da ordem Euglyphida é conhecida como "cleptosquamia" e parece ser um traço ancestral dentro da família.

## Ecologia
As amebas Hyalospheniidae são consideradas importantes bioindicadores em estudos de monitoramento ambiental. Sua sensibilidade a mudanças ambientais, como poluição atmosférica, torna-as indicadores confiáveis de mudanças hidrológicas. Juntamente com a preservação de suas conchas por milhares de anos, sua sensibilidade ambiental confere-lhes um papel proeminente na reconstrução do paleoclima em turfeiras, pântanos e charcos.
Essa família inclui várias das amebas testáceas lobosas mais comuns e bem estudadas. Seus membros são especialmente diversos e abundantes em ecossistemas de zonas úmidas oligotróficos, como turfeiras dominadas por musgos Sphagnum. Algumas também podem ser encontradas em diferentes musgos, habitats de água doce e solo. Embora várias espécies de Hyalospheniidae tenham uma distribuição cosmopolita, muitas são restritas ao Hemisfério Sul e à faixa tropical dentro do Hemisfério Norte.
Uma espécie, Hyalosphenia papilio, foi observada com endossimbiontes fotossintéticos (zooclorelas). Essa espécie é um mixótrofo obrigatório, vivendo em associação constante com simbiontes intracelulares pertencentes à classe de algas verdes Trebouxiophyceae, especificamente algas da família Chlorellaceae [en].

## Evolução
Hyalospheniidae é uma família de Arcellinida, uma ordem de amebas testáceas lobosas dentro do supergrupo eucariótico Amoebozoa. Em contraste com as amebas testáceas filosas, encontradas no supergrupo Rhizaria (por exemplo, amebas da ordem Euglyphida), elas apresentam pseudópodes mais espessos com extremidades rombudas. É a única família da infraordem Hyalospheniformes, que pertence à subordem Glutinoconcha. Glutinoconcha, que contém a maioria das espécies de Arcellinida, evoluiu de um ancestral comum com conchas aglutinadas com minerais, em contraste com as conchas orgânicas de Organoconcha. Em particular, Hyalospheniformes e Volnustoma, uma infraordem diferente de Glutinoconcha, evoluíram de ancestrais com conchas aglutinadas xenossômicas (isto é, compostas por partículas incorporadas de uma fonte externa).
Por meio de aproximações de relógio molecular, a idade da Hyalospheniidae foi estimada em 2015 como cerca de 370 milhões de anos, entre o Devoniano e o início do Carbonífero. Essa reconstrução molecular sugere que as amebas Hyalospheniidae se diversificaram após o Devoniano Médio, quando a diversificação de plantas terrestres formou florestas extensas com uma produção abundante de matéria orgânica e solos. A cleptosquamia, a capacidade das amebas Hyalospheniidae de "roubar" escamas de concha de suas presas, amebas da ordem Euglyphida, é hipotetizada como um traço ancestral dentro da família. Essa hipótese de trabalho é baseada na presença de cleptosquamia na maioria das amebas Hyalospheniidae. Além das estimativas do relógio molecular, foi sugerido que microfósseis em forma de vaso de 750 milhões de anos poderiam pertencer a essa família.

## Sistemática

### História da taxonomia
Houve várias tentativas de classificar Hyalospheniidae entre as amebas testáceas, bem como sua classificação interna. O paleontólogo americano Joseph Leidy, em 1874, foi possivelmente o primeiro a notar características comuns entre as células. Ele descreveu as testas em forma de vaso como compostos por pequenas partículas silicosas ("placas discoides e hastes minúsculas") capturadas dentro de uma matriz orgânica, interpretada como originada pela ameba ("intrínseca"). Ele agrupou essas espécies no gênero Nebela, distinguindo-as do gênero previamente conhecido de amebas testáceas Difflugia. Em vez disso, ele descreveu as espécies de Difflugia como tendo uma "testa composta de corpos estranhos, como partículas de areia de quartzo e proteções de diatomáceas".
Em 1877, o zoólogo alemão Franz Eilhard Schulze [en] descreveu as famílias Hyalosphenidae, Arcellidae, Quadrulidae e Difflugidae. Amebas com um testa orgânica homogênea, como Hyalosphenia, foram colocadas em Hyalospheniidae, enquanto Nebela foi colocada em Difflugidae, e Quadrulella em Quadrulidae.
Em 1882, Taranek descreveu a família Nebelidae para incluir amebas com placas silicosas: Nebela, Lesquereusia, Quadrulella, Corythion (que foi posteriormente excluído), Amphizonella, Cochliopodium [en], Hyalosphenia, Leptochlamys e Zonomyxa. Essa família foi redefinida em 1942 por Jung e organizada em treze gêneros recém-descritos por ele: Alocodera, Apodera [en], Argynnia, Deflandria, Nebela, Leidyella, Penardiella, Physochila, Porosia [en], Pterygia, Quadrulella, Schaudinnia e Umbonaria. No entanto, Jung não designou espécie-tipo em sua classificação, o que invalidou todos os gêneros com mais de uma espécie. Consequentemente, apenas gêneros monotípicos como Alocodera, Physochila e Porosia foram reconhecidos, e os demais gêneros foram absorvidos por Nebela. Posteriormente, ao designar tipos, os micropaleontólogos Alfred R. Loeblich Jr [en]. e Helen Niña Tappan Loeblich [en] validaram Apodera e Certesella [en] em 1961, e Vucetich validou Argynnia em 1974.
Em 2002, o protozoólogo alemão Ralf Meisterfeld publicou a última revisão da família baseada exclusivamente em caracteres morfológicos. Ele reclassificou Nebela e gêneros similares em duas famílias: Hyalospheniidae, composta por gêneros com testas rígidas, quitinoides e orgânicas (Hyalosphenia e Leptochlamys); e Nebelidae, composta por gêneros com testas construídas a partir de placas de pequenas amebas da ordem Euglyphida ou fragmentos de diatomáceas (Apodera, Argynnia, Certesella, Nebela, Physochila, Porosia, Schoenbornia). Seguindo uma classificação de 1979, ele excluiu o gênero Quadrulella para a família Lesquereusiidae junto com outros gêneros da ordem Arcellinida com hastes silicosas auto-secretadas em suas testas.
As primeiras análises filogenéticas de Arcellinida baseadas em dados moleculares demonstraram que Nebela e Nebelidae não eram monofiléticos, ou seja, não formavam um clado ou grupo de táxons evoluídos de um ancestral comum sem incluir outros gêneros de Hyalospheniidae. Espécies de Apodera, Porosia, Nebela e Hyalosphenia estavam entrelaçadas em um clado conhecido como "Nebelas centrais". Devido a esse resultado e à presença de características distintivas de Hyalospheniidae em alguns Nebelidae, as duas famílias foram sinonimizadas sob o primeiro nome. Além disso, muitas espécies do gênero polifilético Nebela foram separadas em novos gêneros monofiléticos, nomeadamente Padaungiella em 2012, Cornutheca, Gibbocarina, Longinebela, Mrabella e Planocarina em 2016, e finalmente Alabasta [en] em 2018.

### Classificação
A taxonomia atual da família reconhece 14 gêneros, com um total de 87 espécies:
- Alabasta [en] Duckert, Blandenier, Kosakyan & Singer 2018 — 3 espécies.[24]
- Alocodera Jung, 1942[27] — 1 espécie.[28]
- Apodera [en] Loeblich & Tappan, 1961 — 4 espécies.[7][25]
- Certesella [en] Loeblich & Tappan, 1961 — 5 espécies.[29][30]
- Cornutheca Kosakyan, Lahr, Mulot, Meisterfeld, Mitchell & Lara, 2016 — 3 espécies.[23]
- Gibbocarina Kosakyan, Lahr, Mulot, Meisterfeld, Mitchell & Lara, 2016 (=Umbonaria Jung, 1942)[31] — 3 espécies.[23][31]
- Hyalosphenia (Stein, 1857) Schulze [en], 1877 — 18 espécies.[7]
- Longinebela Kosakyan, Lahr, Mulot, Meisterfeld, Mitchell & Lara, 2016 — 5 espécies.[23][32]
- Mrabella Kosakyan, Lahr, Mulot, Meisterfeld, Mitchell & Lara, 2016 — 2 espécies.[23]
- Nebela [en] Leidy, 1874 em. Kosakyan, Lahr, Mulot, Meisterfeld, Mitchell & Lara, 2016 — 13 espécies.[23]
- Padaungiella [en] Lara et Todorov, 2012 (=Schaudinnia Jung, 1942) — 5 espécies.[4]
- Planocarina [en] Kosakyan, Lahr, Mulot, Meisterfeld, Mitchell & Lara, 2016 — 4 espécies.[23]
- Porosia [en] Jung, 1942[27] — 2 espécies.[26]
- Quadrulella Cockerell, 1909 em. Kosakyan, Lahr, Mulot, Meisterfeld, Mitchell & Lara, 2016 — 19 espécies.[7][23][33]